# Templo del Amor
El templo del Amor  (en francés: Temple de l'Amour) es un capricho arquitectónico, un templete monóptero obra de Richard Mique. Se encuentra ubicado en un pequeño islote del río artificial del jardín inglés del Pequeño Trianón, en los jardines del Palacio de Versalles.
Está formado por doce columnas corintias. En su centro alberga una réplica de la estatua El amor tallando un arco con la maza de Hércules, de Louis-Philippe Mouchy, de la cual toma su nombre.
Símbolo de las fiestas cortesanas del siglo XVIII, este se fue deteriorando y cubriendo de vegetación con el paso del tiempo, hasta ser restaurado en 2005.
Está, además, clasificado dentro del «Palacio de Versalles y sus dependencias» como Monumento histórico de Francia por la lista de 1862 y por decreto desde el 31 de octubre de 1906. 

## Historia

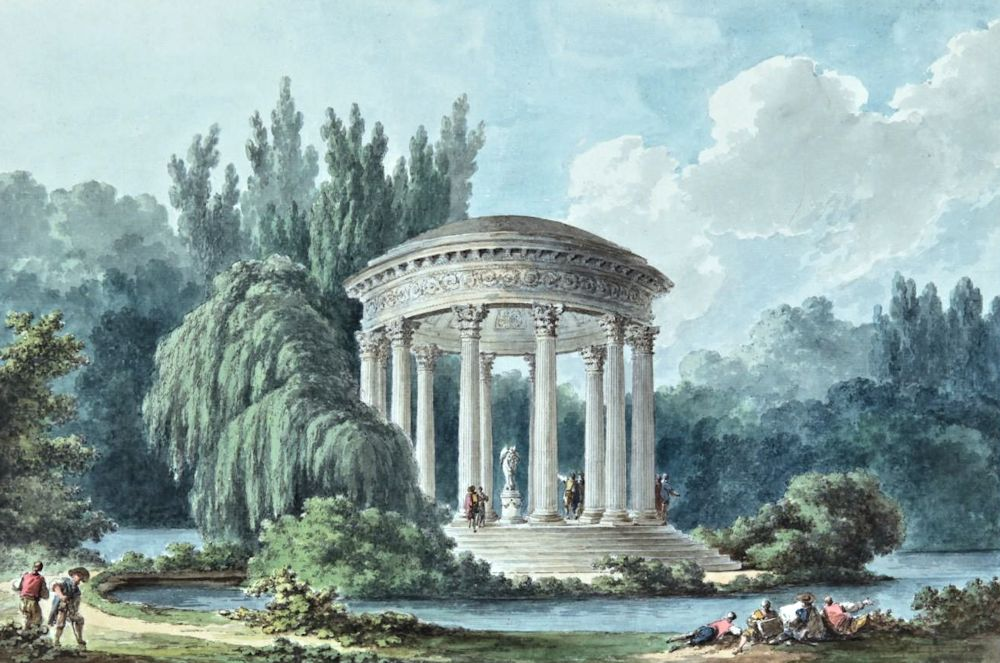
Vista del Templo del Amor, acuarela de Claude-Louis Châtelet (1786) conservada en la Biblioteca Estense (Módena).

Cuando María Antonieta tomó posesión del Pequeño Trianón, en junio de 1774, se entusiasmó con la belleza y elegancia del paisaje, fue por ello que decidió remodelarlo, incluyendo el jardín botánico de Luis XV, que según ella lo estropeaba. Para esta misión, la reina 
El diseño del templo se inspiró en los templos griegos, como el de la Afrodita de Cnido que describió Luciano de Samósata, o sus derivados romanos, como el Templo de Vesta en Tívoli, e incluso el de Venus de la novela Sueño de Polífilo, de Francesco Colonna. Este tipo de capricho era común en la época, pues Monville había acabado recién de construir el Templo al dios Pan (en el desierto de Retz) y Carmontelle lo había hecho con su Templo de Marte (en el corazón del jardín de Monceau) para el duque de Chartres.
Finalmente, fue inaugurado el 3 de septiembre de 1778 con una gran fiesta. En agosto de 1781, con motivo de la visita de José II, hermano de María Antonieta, se ofreció otra fiesta, durante la cual se quemaron miles de fajinas en las fosas, de modo que pareció «el punto más brillante del jardín». Este hecho, que se afirmó, no sin exagerar, que había arrasado con un bosque entero, se repitió un año después con motivo de la llegada del «conde del Norte», el futuro Pablo I de Rusia, y fue uno de los preludios de las acusaciones de frivolidad que doce años después causarían la caída de la reina.

## Descripción

### Templo
El templo es un tholos ubicado sobre una plataforma de 14 metros de diámetro y 7 escalones. Consta ,además, de 12 columnas corintias esculpidas en alabastro que sostiene una cúpula decorada con casetones hechos con piedras provenientes de Conflans. Los capiteles de las columnas están adornados con estatuas de Joseph Deschamps

## Galería de imágenes

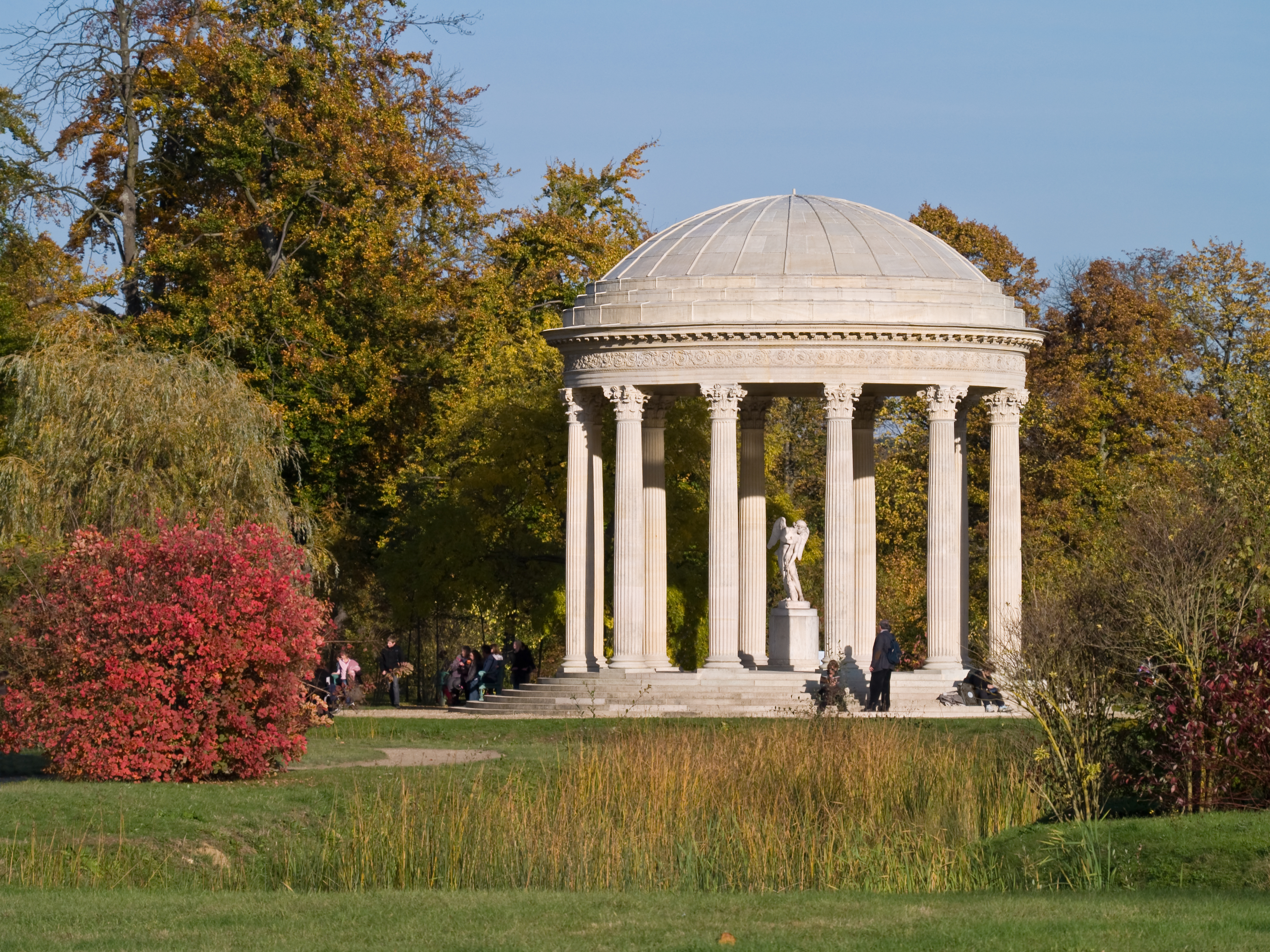
Templo del Amor
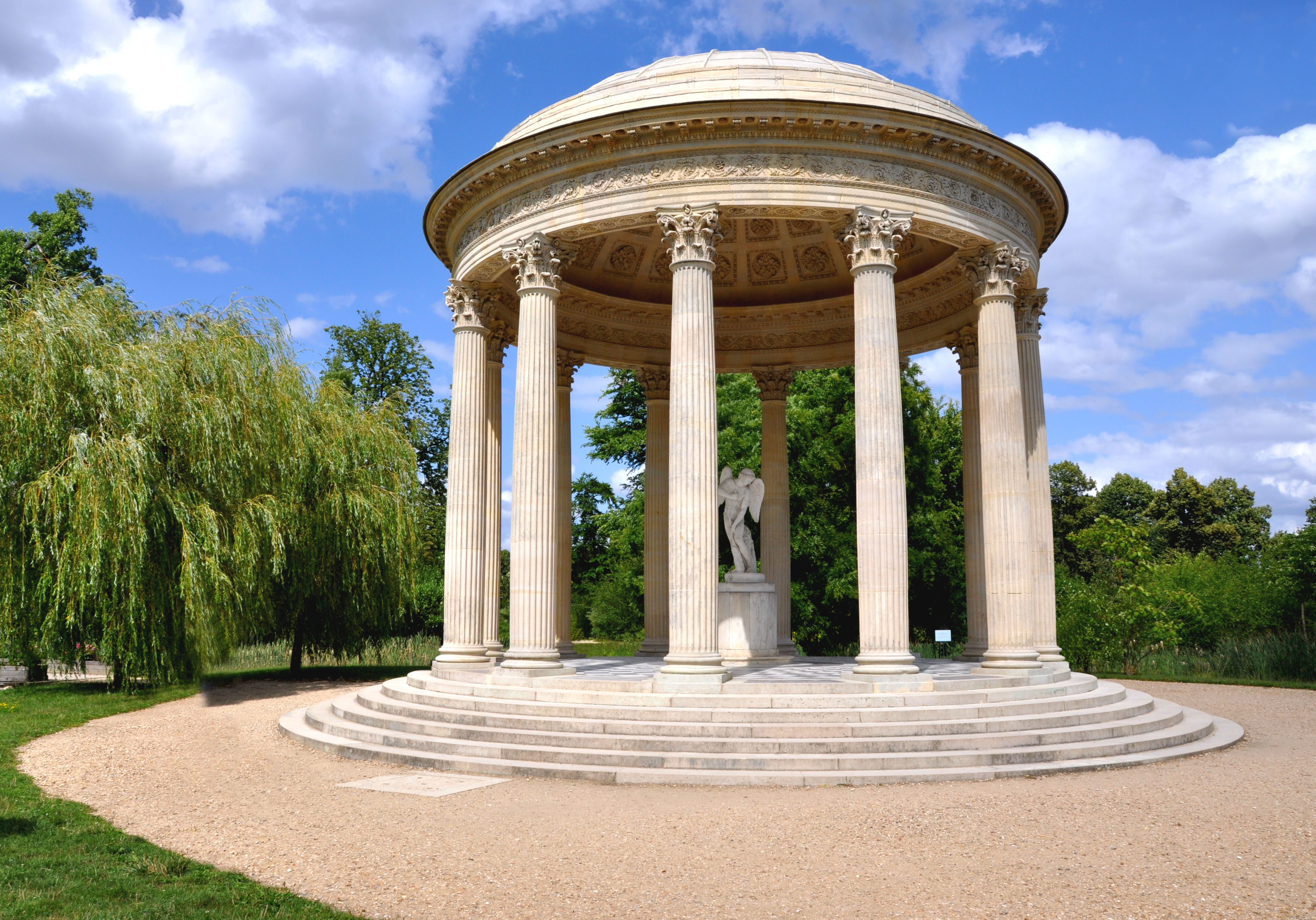
Detalle del templo